# سبت کتاب مقدس
سبت کتاب مقدس (انگلیسی: Biblical Sabbath) سبت (روز تعطیل دینی) یک روز هفتگی اوقات فراغت یا زمان عبادت است که در کتاب مقدس به عنوان روز هفتم آمده‌است. در یهودیت (شبات) و مسیحیت به‌طور متفاوتی مشاهده می‌شود و در چندین دین دیگر نیز به مناسبت مشابهی اشاره می‌کند. رعایت و یادآوری سبت یکی از ده فرمان ("روز سبت را به خاطر بسپارید تا آن را مقدس نگه دارید") که چهارمین فرمان در یهودیت،  کلیسای ارتدکس شرقی است. و بیشتر سنت‌های پروتستانتیسم، و سومی در سنت‌های کلیسای کاتولیک و لوتریانیسم.